# Hoplostethus occidentalis
Hoplostethus occidentalis is een straalvinnige vissensoort uit de familie van zaagbuikvissen (Trachichthyidae). De wetenschappelijke naam van de soort is voor het eerst geldig gepubliceerd in 1973 door Woods.